# Croton aristophlebius
Espèce
Croton aristophlebius est une espèce de plantes à fleurs du genre Croton et de la famille des Euphorbiaceae originaire de Colombie.